# 彰德戰鬥
彰德戰鬥發生於1924年11月21日－12月4日。是北洋政府時期內戰之一，交戰兩方為直系及馮玉祥所率國民軍。戰鬥末了，國民二軍佔領彰德，取得進攻洛陽先機。